# Tserenpiliin Balkhaajav
Tserenpiliin Balkhaajav  (abweichende Namensschreibweise: Tserenpiliin Balhajav; * 20. Dezember 1928) ist ein ehemaliger mongolischer Politiker der Mongolischen Revolutionären Volkspartei (MRVP) in der Mongolischen Volksrepublik.

## Leben
Tserenpiliin Balkhaajav absolvierte ein Studium an der Parteihochschule der Mongolischen Revolutionären Volkspartei (MRVP), der Staatlichen Universität Moskau sowie der Akademie für Gesellschaftswissenschaften beim ZK der KPdSU. Er war im Anschluss zwischen 1952 und 1955 selbst Lektor an der Parteihochschule der MRVP sowie im Anschluss von 1955 bis 1972 nacheinander Forschungswissenschaftler, Leiter einer Sektion sowie zuletzt Leiter einer Abteilung am Institut für Parteigeschichte der MRVP. Nachdem er zwischen 1972 und 1984 Leiter einer Abteilung des Zentralkomitees (ZK) der MRVP war, fungierte er zwischen 1984 und 1990 als Sekretär des ZK der MRVP.
Balkhaajav, der auch Deputierter des Großen Volks-Chural war, des Parlaments der Mongolischen Volksrepublik, gehörte zwischen Januar und März 1990 als Mitglied dem Politbüro des ZK an.